# Pauxi koepckeae
El paují unicornio peruano o paují de Sira (Pauxi koepckeae) es una especie de ave galliforme de la familia Cracidae endémica de los cerros del Sira en el centro del Perú. El nombre científico de la especie conmemora a la ornitóloga alemana Maria Koepcke.

## Descripción
Es muy similar morfológicamente al paujil unicornio, sin embargo, el cuerno es menos erecto y más redondeado (elipsoidal en lugar de cono alargado). Además, las plumas externas de la cola tienen puntas blancas más estrechas y las cuatro plumas centrales de la cola carecen completamente de color blanco, aunque esta última característica parece ser muy variable y quizás no diagnóstica.

## Conservación
Está clasificado como «en peligro crítico de extinción» por la UICN, ya que se cree que está amenazado por la destrucción del hábitat y es cazado por su carne. BirdLife International cree que la población de aves en 2016 era inferior a 250 individuos, citando la evaluación de la UICN de 2014 realizada por Gastañaga. Según BirdLife International, la mayor amenaza para la especie es la caza tradicional ocasional por parte del pueblo local asháninca.